# مانول گامبوریان
مانول گامبوریان (ارمنی: Մանվել Գամբուրյան؛ زادهٔ ۸ مهٔ ۱۹۸۱) یک جودوکار، و کاراته‌کا بازنشسته اهل ارمنستان-ایالات متحده آمریکا است. وی بین سال‌های ۱۹۹۹ تا ۲۰۱۶ میلادی در یواف‌سی فعالیت می‌کرد.